# Pierre de Béarn
Pierre de Béarn (1343-1419) est le demi-frère bâtard de Gaston III de Foix-Béarn dont l'histoire est connue grâce aux Chroniques de Jean Froissart rapportées au XIVe siècle. Hébergé à la cour de Gaston Fébus, il était sujet à des crises de somnambulisme associées à divers troubles nocturnes depuis qu'il avait tué un ours gigantesque dans les Pyrénées. Après avoir vaincu cette bête, l'homme fut frappé de crises où il revivait sans cesse sa lutte. 

## Symbolique
Jean Froissart suppose lui-même que les ours pyrénéens sont d'anciens chevaliers qui furent changés en ours par les dieux païens en punition d'une faute, et Michel Pastoureau pense que cette histoire fait écho aux rites de passages consistant à tuer un ours, qui auraient pu survivre dans les Pyrénées. Ainsi, Pierre de Béarn aurait pu tenter de tuer un ours suivant une ancienne tradition, mais aurait échoué à passer le rite, d'où ses crises.